# Kalinowa
Kalinowa è un villaggio nel distretto di Turek, nel voivodato della Grande Polonia, nel centro-est del paese. Si trova circa a 6km a nord-est di Turek e a 118km a est da Poznań.
Il villaggio ha una popolazione di 358 abitanti.